# Maserati Folgore

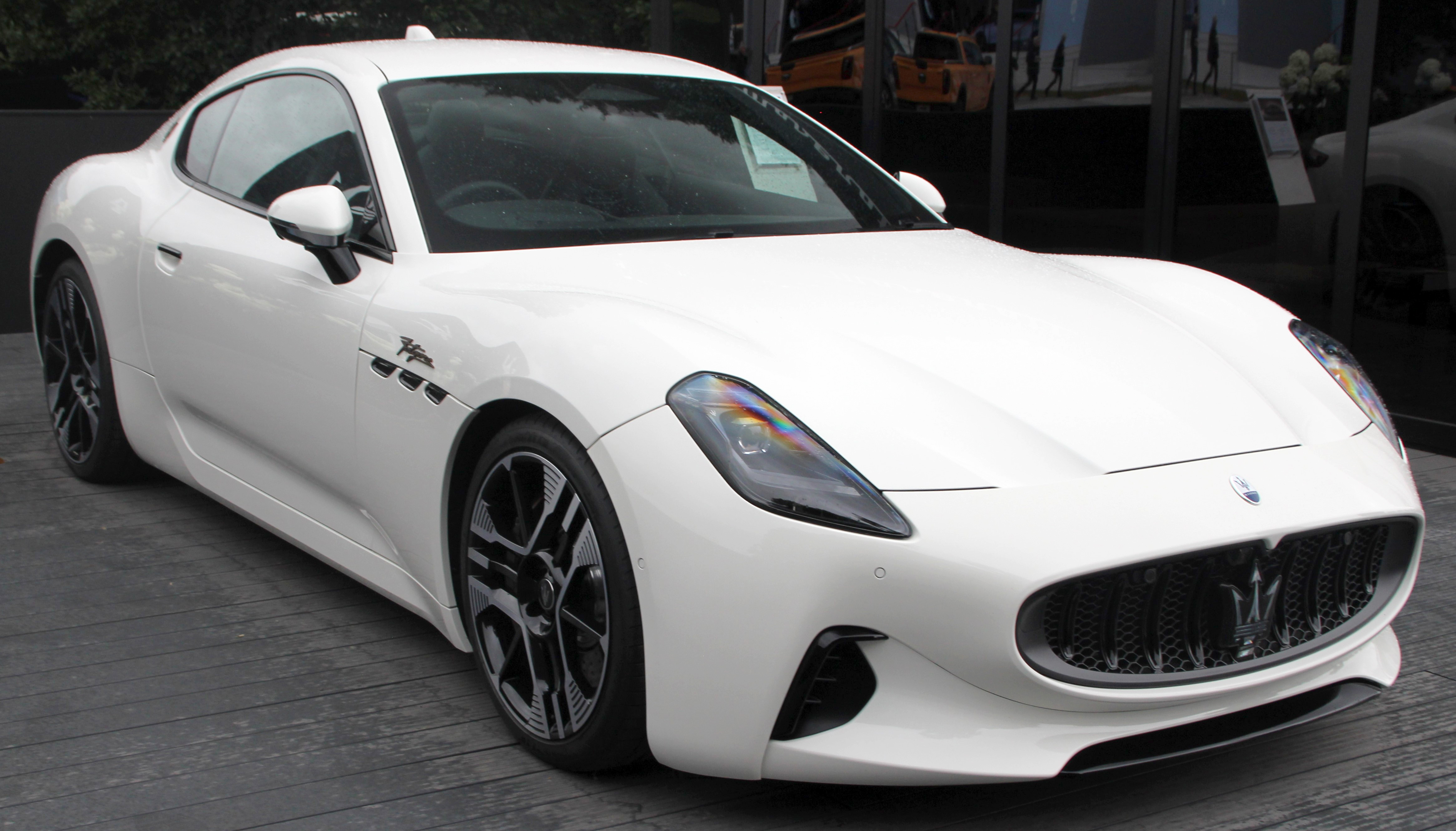
La Maserati GranTurismo Folgore è stata la prima vettura del marchio ad essere completamente elettrificata.

Maserati Folgore è la denominazione della gamma delle auto elettriche di serie prodotte dalla Maserati, la piattaforma usata è la Giorgio Folgore, una versione evoluta della Alfa Romeo Giorgio.

## Modelli
Di seguito vengono riepilogate le caratteristiche delle vetture Maserati Folgore:
| Modello                      | Motore          | Alimentazione | Potenza CV | Coppia Nm | Trazione  | Acceler. 0–100 km/h | Anni di produzione |
| Maserati Granturismo Folgore | Magneti Marelli | elettrico     | 761        | 1350      | Integrale | 2"7                 | dal 2022           |
| Maserati Grecale Folgore     | Magneti Marelli | elettrico     | 558        | 820       | Integrale | 4"1                 | dal 2022           |